# Gállos (Réthymnon)
Gállos, en grec moderne : Γάλλος, est un village du dème de Réthymnon, en Crète, en Grèce. Selon le recensement de 2011, la population de Gállos compte 922 habitants. Le village est situé à une altitude de 200 m et à 4,5 km de Réthymnon.

## Recensements de la population
| Recensements | 1900 | 1920 | 1928 | 1940 | 1951 | 1961 | 1971 | 1981 | 1991 | 2001 | 2011 |
| ------------ | ---- | ---- | ---- | ---- | ---- | ---- | ---- | ---- | ---- | ---- | ---- |
| Population   | 258  | 216  | 270  | 315  | 274  | 252  | 180  | 146  | -    | 430  | 922  |